# Польский Октябрь (1956)

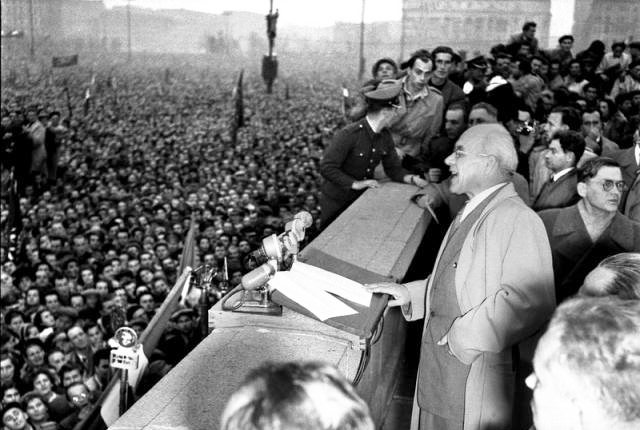
Владислав Гомулка выступает перед собравшимися на митинге на площади Парадов перед Дворцом культуры и науки 24 октября 1956

Польский Октябрь, или «Гомулковская оттепель» (пол. Odwilż gomułkowska) — политические процессы в Польской Народной Республике 1956 года, кульминация которых пришлась на 19—24 октября. Сопровождались острым противостоянием внутрипартийных группировок в правящей в ПНР коммунистической Польской объединённой рабочей партии (ПОРП), польско-советским противоборством на грани вооружённой интервенции СССР, резким подъёмом общественной активности. Завершились сменой партийно-государственного руководства — утверждением на посту первого секретаря Центрального Комитета ПОРП Владислава Гомулки. Привели к десталинизации и определённой либерализации режима.

## Социально-политический контекст
XX съезд КПСС, разоблачительный доклад Никиты Хрущёва, загадочная смерть в Москве коммунистического руководителя ПНР Болеслава Берута (вскоре после закрытого заседания съезда, на котором был прочитан доклад Хрущёва) дестабилизировали режим ПОРП. В обществе усиливались антиправительственные и антикоммунистические настроения. Крупнейшим их проявлением стали рабочие протесты в Познани 28—30 июня, обернувшиеся уличными боями с десятками убитых. Эти события отразили крайнюю социальную напряжённость, экономический трудности централизованной экономики ПНР, нарастание политической оппозиционности.
Политбюро ЦК ПОРП во главе с Эдвардом Охабом и правительство Юзефа Циранкевича начинали утрачивать контроль над ситуацией. Заметно снизилось могущество ближайших сподвижников Берута — Якуба Бермана и Хилари Минца. В конце 1954 расформирован главный орган политических репрессий — Министерство общественной безопасности, его функции частично переданы МВД, частично Комитету общественной безопасности с урезанными прерогативами. При этом после смерти Сталина в марте 1953 из заключения были освобождены видные партийно-государственные и военные деятели ПНР — Владислав Гомулка, Зенон Клишко, Гжегож Корчинский, Вацлав Комар и ряд других. Реабилитированные, особенно Гомулка, пользовались серьёзным влиянием и претендовали на восстановление прежних руководящих позиций.

## Общественные выступления и внутрипартийная борьба
По предложению реформистски настроенного секретаря Варшавского комитета ПОРП Стефана Сташевского секретариат ЦК ПОРП санкционировал широкое распространение доклада Хрущёва (что было единственным подобным шагом в государствах Восточной Европы). Это было серьёзным успехом реабилитированных. По всей Польше прошли открытые партийные собрания с обсуждением доклада. Начались широкие политические дискуссии, резко изменившие политическую атмосферу в стране. Суровой критике подвергалась политика репрессий. Звучали лозунги откровенно антикоммунистического характера — например, восстановления общественной роли католической церкви, освобождения находившегося в заключении кардинала Стефана Вышинского, свободных выборов сейма, гарантий политических прав. 26 августа 1956 около миллиона человека собрались на молитву в Ясной Гуре и принесли Польский национальный обет, написанный в тюрьме кардиналом Вышиньским. Это было воспринято как мощная политическая демонстрация антикоммунистического характера.
Стали открыто проявляться антисоветские настроения — поднимались вопросы о пакте Молотова — Риббентропа, роли советских инструкторов в репрессиях, уничтожались портреты маршала Рокоссовского. В ряде случаев дело доходило до уличных беспорядков, стихийных митингов у зданий, в которых располагались органы ПОРП, профсоюзов, милиции и госбезопасности.
Члены ПОРП требовали созыва чрезвычайного партийного съезда. Несмотря на запрет фракционности, в ПОРП де-факто возникли две фракции — «пулавяне» и «натолинцы». И те, и другие до недавнего времени были твёрдыми приверженцами сталинизма берутовского толка. Первые (лидер — идеолог Леон Касман) опирались на функционеров идеологического аппарата, пропагандистских органов и отчасти госбезопасности; многие из них были по национальности евреями. Вторые (лидер — генерал Францишек Юзвяк) представляли партийно-административный аппарат; все они были этническими поляками. «Пулавяне» выступали за умеренную десталинизацию в духе XX съезда (что совершенно не соответствовало репутации крайних сталинистов). «Натолинцы» настаивали на полном сохранении статус-кво. Парадоксально, но руководство КПСС поддерживало «натолинцев», поскольку Хрущёв не доверял «пулавянам» и опасался далеко идущих последствий десталинизации Восточной Европы, в особенности Польши.

## Пленум ЦК ПОРП. Советское вмешательство. Противостояние и победа Гомулки
На 19 октября был назначен VIII пленум ЦК ПОРП, где предстояло утверждение первого секретаря. Противоборствующие группировки сходились на кандидатуре Владислава Гомулки. Реформаторы ожидали от репрессированного противника Берута энергичных действий по преодолению сталинизма. Консерваторы помнили прежнюю роль Гомулки в КПП и ППР, его участие в репрессиях второй половины 1940-х (кроме того, рассчитывали уравновесить его консервативным большинством в политбюро). И те, и другие были уверены, что новый первый секретарь не перейдёт границ, за которыми начнётся необратимый распад системы.
Однако кандидатура Гомулки, как излишне радикальная, вызывала опасения руководства СССР. Из Москвы в Варшаву прибыла делегация во главе с Хрущёвым. В ночь на 19 октября части размещавшейся на территории советской Северной группы войск выдвинулись в направлении Варшавы. В том же направлении двинулись моторизованные колонны армии ПНР под командованием советских офицеров по приказу министра обороны ПНР маршала Рокоссовского. На ЦК ПОРП оказывалось неприкрытое военное давление.
При этом неизвестно, чтобы КПСС предлагала на пост первого секретаря ЦК ПОРП какую-либо кандидатуру, альтернативную Гомулке. Скорее всего, ставилась цель принудить Гомулку к повиновению и не допустить с его стороны далеко идущих реформ.
Сторонники Гомулки также ответили демонстрацией вооружённой силы. К Варшаве выдвинулись части польского Корпуса внутренней безопасности под командованием генерала Вацлава Комара (парадокс состоял в том, что программу десталинизации защищали формирования, внёсшие важный вклад в утверждение сталинистского режима). На варшавских заводах началась раздача оружия для обороны столицы. Продемонстрированная решимость произвела впечатление на Хрущёва. Переговоры шли на повышенных тонах, однако советская делегация согласилась с избранием Гомулки.
21 октября 1956 пленум утвердил Владислава Гомулку первым секретарём ЦК ПОРП. Одновременно из политбюро были выведены Константин Рокоссовский и лидеры сталинистов-«натолинцев» — Францишек Юзвяк, Владислав Двораковский, Хилари Хелховский, Зенон Новак, Францишек Мазур. Эти решения стали крупной победой польских партийных реформаторов.
24 октября Гомулка выступил перед 400-тысячным митингом на варшавской площади Парадов. В своей речи он осудил сталинизм и обещал демократические реформы. Выступления Гомулки на митинге и пленуме были дословно опубликованы в политико-теоретическом органе ПОРП Nowe Drogi, главным редактором которого являлся видный деятель фракции «пулавян» Роман Верфель. Программа десталинизации при сохранении основ «реального социализма» стала концептуальной основой провозглашённого Гомулкой «Польского пути к социализму».
В октябрьские дни 1956 года происходило Венгерское восстание. Фактическое отступление Хрущёва в Варшаве вызвало энтузиазм венгерских повстанцев. В Будапеште прошла демонстрация в поддержку Гомулки. Венгерское восстание отвлекло силы СССР от польской проблемы, в свою очередь польское движение стимулировало венгерских повстанцев.

## Проявления «оттепели»
Были освобождены до 35 тысяч политзаключённых, в том числе глава католической церкви Польши кардинал Вышинский. Около полутора тысяч осуждённых по политическим мотивам были реабилитированы. Из СССР в Польшу возвратились почти 30 тысяч реабилитированных поляков.
Оживлённо шли политические дискуссии. Возникли многочисленные кружки и неформальные организации, преимущественно демосоциалистической и католико-патриотической направленности. События 1956 года дали стимул общественной активности таких деятелей, как Яцек Куронь, Адам Михник, Кароль Модзелевский, Северин Яворский. Прекратилось глушение иностранных радиопередач на польском языке.
Существенно изменилась социально-экономическая, особенно аграрная политика. Прекратилась насильственная коллективизация, распущены принудительно созданные кооперативы и госхозы, земля была в основном возвращена в частную собственность крестьян-единоличников. Приостановлены некоторые программы развития тяжёлой промышленности, высвобождены средства для производства товаров массового спроса. Сейм принял закон о создании «рабочих советов» на промышленных предприятиях. При правительстве был учреждён Экономический совет, разрабатывавший проекты реформ. Был отменён запрет на частное владение драгоценными металлами и иностранной валютой.
Упразднён Комитет общественной безопасности, функции политического сыска переданы Службе безопасности как подразделению МВД.
Предстали перед судом и были приговорены к тюремному заключению функционеры госбезопасности, известные особой жестокостью (Роман Ромковский, Юзеф Ружаньский, Анатоль Фейгин); другие (Мечислав Метковский, Юлия Бристигер, Адам Хумер, Юзеф Чаплицкий) были уволены из органов. 
Оставил пост министра обороны, покинул Польшу и вернулся в СССР маршал Рокоссовский. Были сняты с командных постов в польской армии более 30 советских офицеров.
Оживились формально некоммунистические партии — сателлиты ПОРП (Объединённая народная и Демократическая). Выборы в сейм 1957 года не были свободными, но значительно отличались от предыдущих голосований.
Активизировалась Ассоциация светских католиков «ПАКС», возник Клуб католической интеллигенции. 31 октября Гомулка провёл встречу с католическим активом, на которой лично санкционировал новый содержательный формат католического журнала Tygodnik Powszechny. На несколько лет восстановилось религиозное обучение в школах.
Вернулись в вузы многие преподаватели, уволенные по политическим мотивам во времена Берута.
Город Сталиногруд вновь получил историческое название Катовице. Дворец культуры и науки в Варшаве перестал носить имя Сталина.
Государство санкционировало восстановление памяти о некоммунистической части антинацистской борьбы. Стали издаваться воспоминания о Варшавском восстании. Был возведён памятник в Варшаве.
В литературе, живописи, музыке, кинематографии дезавуировалась обязательность соцреализма. Восстанавливался принцип творческого многообразия и национальные культурные традиции.
Временно закрылись номенклатурные спецмагазины для офицеров госбезопасности и партийных чиновников.

Меньше всего, как ни парадоксально, получают сами рабочие, добившиеся перемен. Некоторое повышение оплаты, декоративные элементы производственного самоуправления и… в сущности, всё.

Павел Кудюкин

## Обратный ход
Перемены производили впечатление крупномасштабных реформ, непредставимых несколькими годами ранее. Однако они жёстко ограничивались принципом руководящей роли ПОРП. Торможение преобразований началось практически сразу.
В декабре 1956 Совет министров издал постановление о создании специальных формирований ЗОМО (польского аналога ОМОНа), предназначенных для подавления уличных беспорядков и антиправительственных протестов. Уже в 1957 году ЗОМО неоднократно применялись против католических (Жешув), рабочих (Лодзь) и студенческих (Варшава) протестов.
В руководстве и аппарате ПОРП постепенно консолидировалось и усилилось сталинистское крыло. Его ведущими представителями являлись куратор идеологии Зенон Клишко, премьер-министр Юзеф Циранкевич, куратор профсоюзов Игнацы Лога-Совинский, заместитель министра внутренних дел Мечислав Мочар, руководитель военной разведки Гжегож Корчинский.
В 1964 году Мочар занял пост министра внутренних дел. Вокруг него консолидировалась так называемая «фракция партизан», выступавшая с позиций жёсткого национал-коммунизма. Были развёрнуты репрессии в отношении диссидентов и их организаций. Первый секретарь Гомулка сдвинулся на схожие позиции. В 1968 году он принял активное участие в репрессивной и антисемитской кампании.
Последним актом Гомулки во главе партийно-государственного руководства стало вооружённое подавление рабочих протестов на Балтийском побережье зимой 1970/1971. При уходе в отставку он уже не ассоциировался с «оттепелью» 1956 года.